# Manuel Doménech
Manuel Doménech Pinto, (*Castellón de la Plana, Castellón, Comunidad Valenciana, España, 4 de diciembre de 1925 - † Sevilla, 15 de diciembre de 2005); fue un futbolista español. Se desempeñaba en posición de delantero.

## Trayectoria
Se formó en las categorías inferiores del Club Deportivo Castellón, debutando con el primer equipo en Primera División en 1942, con sólo 17 años. En el 1946 fichó por el Sevilla Fútbol Club, consiguiendo la Copa del Generalísimo de fútbol en 1948. Además sería subcampeón de liga en 1950/51 y en la 1955/56 y de la Copa del Generalísimo de fútbol de 1955. Siendo jugador del Sevilla sería internacional en tres ocasiones. En 1958 es traspasadó al Racing de Santander y más tarde volvería al CD Castellón donde acabaría su carrera en 1961.

## Selección nacional
Fue internacional con la Selección de fútbol de España en tres ocasiones. Su primer partido con la selección fue el 19 de junio de 1955 contra Suiza, partido celebrado en Ginebra que finalizó con un 0-3 para los españoles. El segundo encuentro sería el 27 de noviembre de 1955 contra Irlanda, partido celebrado en Dublín que finalizó con empate a dos goles. Tres días más tarde en el Estadio de Wembley jugó su último partido con España, encuentro que finalizó con victoria 4-1 a favor de Inglaterra.

## Clubes
| Club                | País   | Temporada   |
| ------------------- | ------ | ----------- |
| CD Castellón        | España | 1942 - 1946 |
| Sevilla CF          | España | 1946 - 1958 |
| Racing de Santander | España | 1958 - 1959 |
| CD Castellón        | España | 1959 - 1961 |

## Palmarés

### Campeonatos nacionales
| Título                | Club       | País   | Año  |
| --------------------- | ---------- | ------ | ---- |
| Copa del Generalísimo | Sevilla CF | España | 1948 |